# Mario Biondi (Sänger)

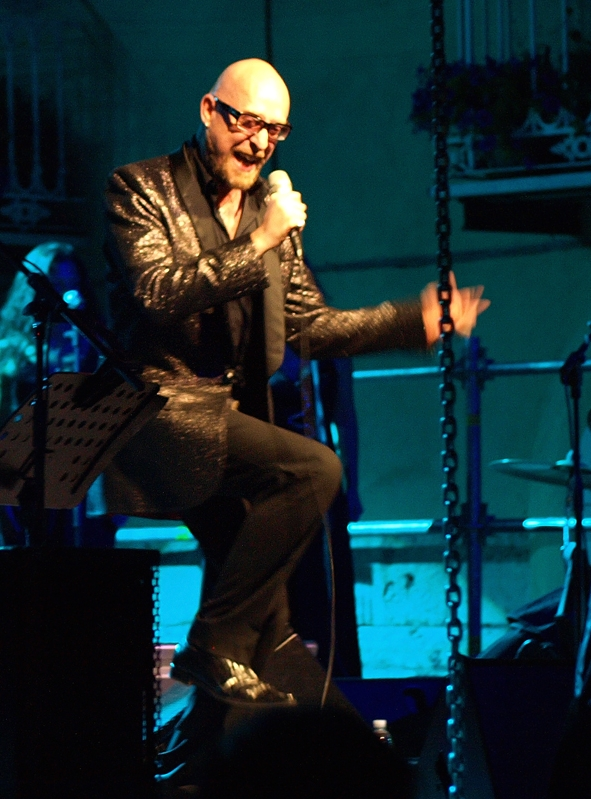
Mario Biondi (2008)

Mario Biondi (* 28. Januar 1971 in Catania als Mario Ranno) ist ein italienischer Soulsänger.

## Karriere
Als Sohn eines ebenfalls aus Sizilien stammenden Liedermachers sang er schon als Kind in verschiedenen Chören mit. Nach Erfahrungen in Theater und Fernsehen zog er zunächst nach Reggio Emilia, wo er mit seiner eigenen Band Mario Bro auftrat, und schließlich nach Parma. Zusammen mit Chicco Capiozzo und Michele Guidi nahm er 2003 das Album Whisky a go-go auf, bevor 2006 sein Debütalbum Handful of Soul in Zusammenarbeit mit dem High Five Quintet erschien. Besonders durch die Single This Is What You Are gelang dem Album ein beachtlicher Verkaufserfolg und die Eroberung der Chartspitze.
Nach der Beteiligung am Tributalbum für den verstorbenen Musiker Alex Baroni hatte er 2007 beim Sanremo-Festival einen Gastauftritt. Zusammen mit dem Duke Orchestra veröffentlichte Biondi im selben Jahr das Doppel-Livealbum I Love You More. 2008 war er mit zwei Liedern auf der neuen DVD-Edition von Aristocats zu hören. Im Jahr darauf kehrte er zum Sanremo-Festival zurück, wo er (wieder als Gast) Karima (Newcomer-Kategorie) bei ihrem Beitrag Come in ogni ora unterstützte. Ende des Jahres veröffentlichte er sein nächstes Studioalbum If, ein Jahr darauf das Livealbum Yes You.
Für den Animationsfilm Rapunzel – Neu verföhnt betätigte sich Biondi 2010 als Synchronsprecher. 2011 erschien das Doppelalbum Due, das eine Reihe von Duetten mit italienischen und internationalen Stars enthält. 2013 gelang dem Musiker mit dem Studioalbum Sun erneut der Sprung an die Chartspitze. Ende desselben Jahres legte er das Weihnachtsalbum Mario Christmas vor, das ebenfalls ein großer Erfolg wurde; 2014 erschien dessen neue Edition namens A Very Special Mario Christmas. In Zusammenarbeit mit u. a. Bernard Butler und Dee Dee Bridgewater veröffentlichte Biondi 2015 das Studioalbum Beyond, das sein drittes Nummer-eins-Album wurde.
Beim Sanremo-Festival 2018 ging Biondi erstmals als Teilnehmer ins Rennen und präsentierte das Lied Rivederti.
Sein Künstlername ist an den seines Vaters Giuseppe Ranno angelehnt, der sich Stefano Biondi nannte.

## Diskografie

### Studioalben
| Jahr | Titel           | Höchstplatzierung, Gesamtwochen, AuszeichnungChartsChartplatzierungen (Jahr, Titel, Platzierungen, Wochen, Auszeichnungen, Anmerkungen) | Anmerkungen                                                                                            |
| Jahr | Titel           | IT | Anmerkungen                                                                                            |
| ---- | --------------- | --- | --- |
| 2006 | Handful of Soul | IT1 (72 Wo.)IT | Erstveröffentlichung: 5. Februar 2006 mit High Five Quintet                                            |
| 2009 | If              | IT2 ×3Dreifachplatin · (48 Wo.)IT | Erstveröffentlichung: 6. November 2009 Verkäufe: + 180.000                                             |
| 2011 | Due             | IT5 Gold · (21 Wo.)IT | Erstveröffentlichung: 15. November 2011 Verkäufe: + 30.000                                             |
| 2013 | Sun             | IT1 Platin · (54 Wo.)IT | Erstveröffentlichung: 29. Januar 2013 Verkäufe: + 50.000                                               |
| 2013 | Mario Christmas | IT2 ×2Doppelplatin · (28 Wo.)IT | Erstveröffentlichung: 25. November 2013 Weihnachtsalbum (inkl. Sonderedition 2014) Verkäufe: + 100.000 |
| 2015 | Beyond          | IT1 Gold · (41 Wo.)IT | Erstveröffentlichung: 5. Mai 2015 Verkäufe: + 25.000                                                   |
| 2018 | Brasil          | IT15 (4 Wo.)IT | Erstveröffentlichung: 9. März 2018                                                                     |
| 2021 | Dare            | IT8 (3 Wo.)IT | Erstveröffentlichung: 9. April 2021                                                                    |
| 2022 | Romantic        | IT51 (1 Wo.)IT | Erstveröffentlichung: 18. März 2022                                                                    |

### Livealben
| Jahr | Titel           | Höchstplatzierung, Gesamtwochen, AuszeichnungChartsChartplatzierungen (Jahr, Titel, Platzierungen, Wochen, Auszeichnungen, Anmerkungen) | Anmerkungen                                                |
| Jahr | Titel           | IT | Anmerkungen                                                |
| ---- | --------------- | --- | ---------------------------------------------------------- |
| 2007 | I Love You More | IT9 (66 Wo.)IT | Erstveröffentlichung: 30. November 2007 mit Duke Orchestra |
| 2010 | Yes You         | IT10 Platin · (24 Wo.)IT | Verkäufe: + 50.000                                         |

### Kompilationen
| Jahr | Titel                       | Höchstplatzierung, Gesamtwochen, AuszeichnungChartsChartplatzierungen (Jahr, Titel, Platzierungen, Wochen, Auszeichnungen, Anmerkungen) | Anmerkungen                                                |
| Jahr | Titel                       | IT | Anmerkungen                                                |
| ---- | --------------------------- | --- | ---------------------------------------------------------- |
| 2011 | Change of Scenes            | IT20 (19 Wo.)IT | neue Version von Handful of Soul                           |
| 2011 | The Best of I Love You More | IT70 (4 Wo.)IT |                                                            |
| 2013 | Sun & Mario Christmas       | IT36 (4 Wo.)IT |                                                            |
| 2016 | Best of Soul                | IT10 Gold · (27 Wo.)IT | Erstveröffentlichung: 18. November 2016 Verkäufe: + 25.000 |

### EPs
| Jahr | Titel        | Höchstplatzierung, Gesamtwochen, AuszeichnungChartsChartplatzierungen (Jahr, Titel, Platzierungen, Wochen, Auszeichnungen, Anmerkungen) | Anmerkungen                                                            |
| Jahr | Titel        | IT | Anmerkungen                                                            |
| ---- | ------------ | --- | ---------------------------------------------------------------------- |
| 2011 | Gambling Man | IT83 (2 Wo.)IT | Erstveröffentlichung: 20. September 2011 in den Singlecharts platziert |

### Singles (Auswahl)
| Jahr | Titel Album                                                   | Höchstplatzierung, Gesamtwochen, AuszeichnungChartsChartplatzierungen (Jahr, Titel, Album, Platzierungen, Wochen, Auszeichnungen, Anmerkungen) | Anmerkungen                                 |
| Jahr | Titel Album                                                   | IT | Anmerkungen                                 |
| --- | ------------------------------------------------------------- | --- | ------------------------------------------- |
| 2007 | This Is What You Are Handful of Soul                          | IT36 Gold (2021) · (3 Wo.)IT | mit High Five Quintet; Verkäufe: + 35.000   |
| 2008 | Close to You I Love You More (live)                           | IT46 (2 Wo.)IT | mit Duke Orchestra                          |
| 2008 | What a Fool Believes Angoli diversi                           | IT11 (10 Wo.)IT | Neri per Caso feat. Mario Biondi            |
| 2009 | Come in ogni ora Amare le differenze                          | IT4 (9 Wo.)IT | Karima feat. Mario Biondi                   |
| 2010 | Be Lonely If                                                  | IT28 (8 Wo.)IT |                                             |
| 2010 | No Mo’ Trouble If                                             | IT22 (5 Wo.)IT |                                             |
| 2010 | Yes You Yes You (live)                                        | IT86 (1 Wo.)IT |                                             |
| 2011 | My Girl Due                                                   | IT52 (12 Wo.)IT | Erstveröffentlichung: 15. April 2011        |
| 2012 | Shine On Sun                                                  | IT51 (4 Wo.)IT | Erstveröffentlichung: 14. Dezember 2012     |
| 2014 | Santa Clause Is Coming to Town A Very Special Mario Christmas | IT83 (1 Wo.)IT | Erstveröffentlichung: 21. November 2014     |
| 2015 | Love Is a Temple Beyond                                       | IT94 (3 Wo.)IT | Erstveröffentlichung: 10. April 2015        |
| Folgende Lieder erschienen nicht als Single, wurden aber durch das Album zum Download und Streaming bereitgestellt und konnten somit eine Platzierung erlangen: |                                                               | |                                             |
| |                                                               | |                                             |
| 2013 | Last Christmas Mario Christmas                                | IT77 (4 Wo.)IT |                                             |
| 2013 | White Christmas Mario Christmas                               | IT76 (3 Wo.)IT |                                             |
| 2014 | Driving Home for Christmas A Very Special Mario Christmas     | IT54 Gold · (… Wo.)IT | Charteinstieg erst 2021; Verkäufe: + 50.000 |

## Belege
1. 1 2 3 4  Alben von Mario Biondi. In: Italiancharts.com. Hung Medien, abgerufen am 5. März 2018.
2. 1 2 3 4 5 6 7 8 9  Mario Biondi, certificazioni. FIMI, abgerufen am 6. September 2021 (italienisch).
3. 1 2  Chartquellen (Singles): 
  - Guido Racca & Chartitalia: Top 100 FIMI Singoli. Lulu, 2013, S. 71, 107, 127.
  - Archivio classifiche Top Singoli. FIMI, abgerufen am 5. März 2018 (italienisch).

| Personendaten    | Personendaten              |
| ---------------- | -------------------------- |
| NAME             | Biondi, Mario              |
| ALTERNATIVNAMEN  | Ranno, Mario (Geburtsname) |
| KURZBESCHREIBUNG | italienischer Sänger       |
| GEBURTSDATUM     | 28. Januar 1971            |
| GEBURTSORT       | Catania                    |